# Lanistes graueri
Lanistes graueri là một loài ốc nước ngọt cỡ lớn, là động vật chân bụng sống dưới nước động vật thân mềm có mang và nắp (động vật chân bụng)|nắp ốc thuộc họ Ampullariidae, the apple snails.
Đây là loài đặc hữu của Cộng hòa Dân chủ Congo.